# Arkadiusz Pawlukowicz
Arkadiusz Pawlukowicz (ur. w styczniu 1971) – polski motocyklista, konstruktor motocykli.

## Życiorys

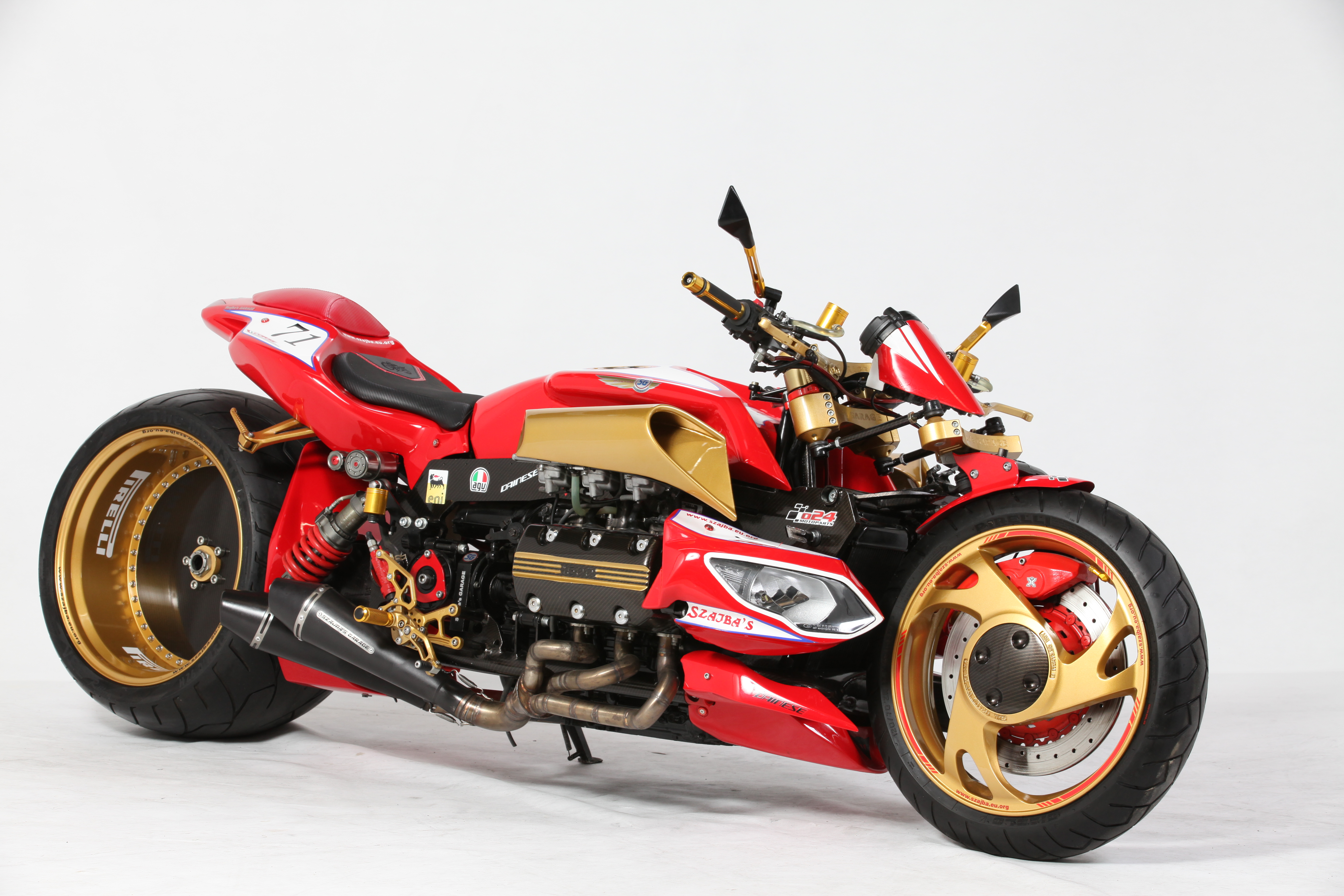
Drag 360

Budowę motocykli rozpoczął na początku XXI wieku. Od 2006 roku uczestniczył w mistrzostwach Polski wyścigów równoległych w klasie motocykli. W 2007 roku przerobionym przez siebie Suzuki Hayabusą pobił koło Krakowa rekord Polski w prędkości na motocyklu (309 km/h). W 2010 roku skonstruował motocykl Cedzior z silnikiem Suzuki GSX-R 1000, który zdobywał pierwsze miejsca podczas pokazów w Polsce, Czechach, Wielkiej Brytanii i Niemczech oraz zdobył mistrzostwo Europy. W 2012 roku zaprezentował motocykl Comar.
W 2018 roku zbudował motocykl o nazwie Drag 360, napędzany silnikiem Hondy Gold Wing 1500; prace nad nim zajęły mu cztery lata. Motocykl ten został wystawiony na mistrzostwach AMD World Championship of Custom Bike Building w 2018, zdobywając nagrodę publiczności z ponad 10% głosów. W 2019 roku ten sam pojazd został nagrodzony pierwszym miejscem w mistrzostwach Polski w kategorii freestyle. 

## Życie prywatne
W 2021 roku ożenił się z Agnieszką, z którą ma córkę.